# 54563 Kinokonasu
54563 Kinokonasu este o planetă minoră (asteroid), cu un diametru de 11,531 km, din centura de asteroizi. A fost descoperită pe 31 august 2000 la Goodricke-Pigott Observatory⁠(d) de Roy A. Tucker⁠(d) și a fost numită după Kinoko Nasu⁠(d). 
Obiectul prezintă o orbită caracterizată de o semiaxă mare de 3,1131852378919 UAi, o excentricitate de 0,19, o înclinație de 11,9 ° în raport cu ecliptica.